# RAG Deutsche Steinkohle AG
Dieser Artikel wurde aufgrund inhaltlicher und/oder formaler Mängel auf der Qualitätssicherungsseite des Portals Bergbau eingetragen.
Du kannst helfen, indem Du die dort genannten Mängel beseitigst oder Dich an der Diskussion beteiligst.

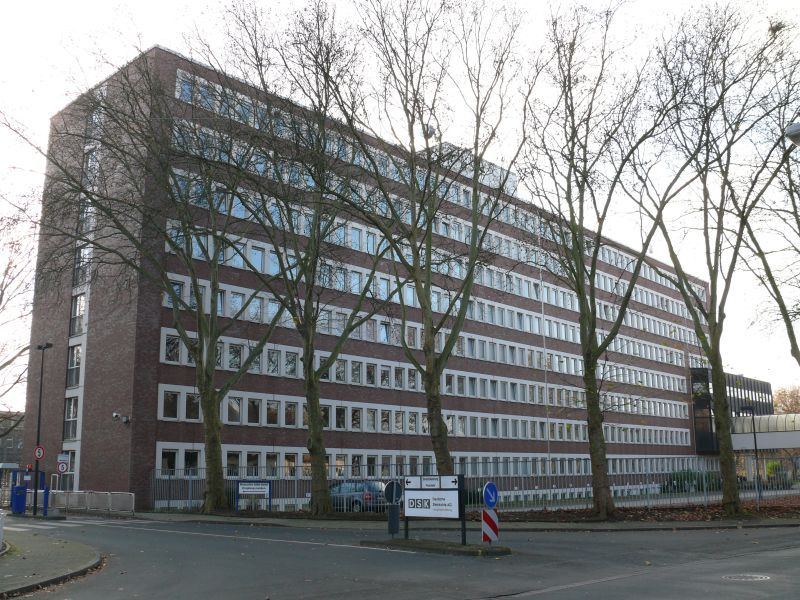
Ehemaliger Hauptsitz der RAG in Herne

Die RAG Deutsche Steinkohle AG mit Sitz in Essen (bis März 2018 Herne) war ein Unternehmen der Montanindustrie und wurde im April 2019 mit der RAG Aktiengesellschaft verschmolzen. Sie entstand im Jahr 1998 durch den Zusammenschluss der Bergbauunternehmen Ruhrkohle Bergbau AG, Herne und Saarbergwerke AG, Saarbrücken, war die größte Tochterfirma der RAG Aktiengesellschaft und betrieb die letzten verbliebenen deutschen Steinkohlenbergwerke in Bottrop und Ibbenbüren. Die RAG Deutsche Steinkohle AG erwirtschaftete 2017 mit 5700 Mitarbeitern einen Jahresumsatz von ca. 1,5 Milliarden Euro.
Bis zur Umorganisation der RAG Aktiengesellschaft lautete die Firmierung des Unternehmens „Deutsche Steinkohle AG“ (DSK).
Die Belegschaft an der Saar umfasste 2018 165 Personen.
Der Steinkohlenbergbau wurde in Deutschland seit langem kontrovers diskutiert.
Interessen von Bergbau, Bergleuten, Gewerkschaften, Steuerzahlern, Bergbauzulieferern, bergbaunahen Unternehmen, Anwohnern, von Bergschäden Betroffenen sowie von Konkurrenten auf dem Energiemarkt stießen aufeinander; diese Stakeholder gewichteten Vor- und Nachteile der Kohleförderung unterschiedlich.

## Bergwerke
| Bergwerk                      | Stadt / Verbund                                                                   | jährlicher Abbau   | Mitarbeiter   | Schließung                                     |
| ----------------------------- | --------------------------------------------------------------------------------- | ------------------ | ------------- | ---------------------------------------------- |
| Prosper-Haniel                | Verbund von Prosper und Franz Haniel (Bottrop)                                    | 2,4 Mio. t (2016)  | 3.000 (2016)  | 21. Dezember 2018                              |
| Ibbenbüren                    | Ibbenbüren                                                                        | 1,3 Mio. t (2016)  | 1.500 (2016)  | 17. August 2018                                |
| „Auguste Victoria/Blumenthal“ | Verbund von „Auguste Victoria“ (Marl) und „Blumenthal/Haard“ (Haltern)            | 3,3 Mio. t (2005)  | 4.200 (2005)  | 2015                                           |
| „West“                        | Verbund von „Friedrich Heinrich“/„Rheinland“ und „Rossenray“ (Kamp-Lintfort)      | 3,3 Mio. t (2005)  | 3.800 (2005)  | 2012                                           |
| „Saar“                        | Verbund von „Warndt/Luisenthal“, (Warndt, Völklingen) und „Ensdorf“ (Ensdorf)     | 5,0 Mio. t (2005)  | 4.900 (2005)  | Standort „Warndt/Luisenthal“ 2005; gesamt 2012 |
| „Ost“                         | Verbund von „Haus Aden“/„Monopol“, (Hamm, Bergkamen) und „Heinrich Robert“ (Hamm) | 1,82 Mio. t (2005) | 3.300 (2005)  | 2010 (2005)                                    |
| „Lippe“                       | Verbund von „Westerholt“ (Gelsenkirchen) und „Fürst Leopold“, (Dorsten)           | 2,0 Mio. t (2005)  | 2.900 (2005)  | 2008                                           |
| „Walsum“                      | Duisburg                                                                          | 2,2 Mio. t (2005)  | 3.000 (2005)  | 30. Juni 2008                                  |
| „Lohberg-Osterfeld“           | Verbund von „Lohberg“ (Dinslaken) und „Osterfeld“ (Oberhausen)                    | 2,0 Mio. t (2005)  | 2.900 (2005)  | 2005                                           |
| Gesamt                        |                                                                                   | 25,6 Mio. t (2005) | 31.200 (2005) |                                                |

## Subventionen

### Überblick
Die RAG erhielt für den Steinkohlebergbau in Deutschland im Jahre 2008 etwa 2,0 Milliarden Euro Subventionen vom Bund. Das entsprach ca. 9,3 % der Gesamtsubventionssumme der Bundesrepublik.
Laut 20. Subventionsbericht der Bundesregierung wurden zwischen 1997 und 2006 Hilfen im Gesamtumfang von 29,9 Mrd. Euro vom Bund (3 Mrd. pro Jahr) und weitere 4,9 Mrd. Euro durch das Land Nordrhein-Westfalen (0,5 Mrd. pro Jahr) gezahlt.
Im Februar 2007 einigten sich der Bund, Nordrhein-Westfalen und das Saarland darauf, die Subventionen für den Steinkohlenbergbau 2018 zu beenden. Damit wurde klar, dass faktisch in Deutschland nach 2018 keine Steinkohle mehr gefördert würde.
Am 28. Dezember 2007 trat das „Gesetz zur Finanzierung der Beendigung des subventionierten Steinkohlenbergbaus zum Jahr 2018 (Steinkohlefinanzierungsgesetz)“ in Kraft. Darin waren für die Jahre 2009 bis 2018 weitere Subventionen in Höhe von 13,9 Milliarden Euro vorgesehen. Zusätzlich zahlte das Land Nordrhein-Westfalen insgesamt 3,9 Mrd. Euro.
Am 20. Juli 2010 legte die Europäische Kommission einen Vorschlag vor, der das Auslaufen der Kohlesubventionen bis zum 1. Oktober 2014 vorsah. Nach Kritik aus Deutschland einigte sich der Rat der Europäischen Union am 10. Dezember 2010 darauf, Kohlesubventionen im Rahmen eines Stilllegungsplanes bis zum Jahr 2018 weiter zuzulassen. Allerdings war eine stärkere Reduktion der Subventionen vorgeschrieben, als bisher in Deutschland vorgesehen war. Im Vergleich zum Jahr 2011 mussten die Förderbeträge bis Ende 2013 um 25 %, bis Ende 2015 um 40 %, bis Ende 2016 um 60 % und schließlich bis Ende 2017 um 75 % reduziert werden.

### Diskussion
Unterstützer des Bergbaus rechtfertigten die Subventionen vor allem mit der Unabhängigkeit der Energieversorgung und der so gewährleisteten Energiesicherheit. Die weltweiten Reserven der übrigen fossilen Brennstoffe, vor allem Erdöl und Erdgas, sind begrenzt und befinden sich zum Teil in politisch unsicheren Regionen. 
Kritiker der Subventionen entgegneten, dass gerade die Steinkohle in politisch stabilen Staaten (z. B. Südafrika, Australien) sehr kostengünstig (zum Teil im Tagebau) abgebaut werden kann. Die verstärkte Nachfrage asiatischer Länder nach Koks hätte sich als nicht nachhaltig herausstellen können, da diese Länder starke Anstrengungen unternähmen, ihre eigenen Steinkohlevorräte zu erschließen. Durch die kostengünstigere Förderung in diesen Ländern könne der Kohlepreis nach Fertigstellung eigener Förderanlagen wieder sehr stark zurückgehen. Weiterhin kam der Sachverständigenrat Wirtschaft in seinem Jahresgutachten 2003/2004 zu dem Ergebnis, dass die Einstellung der Steinkohlenförderung in Deutschland die Sicherheit der Energieversorgung nicht gefährde.
Außerdem wäre es als Zukunftssicherung viel besser, die Kohle in der Erde zu lassen und
die Förderung erst dann wiederaufzunehmen, wenn diese zu Weltmarktpreisen möglich wäre oder es zu Lieferengpässen kommt.
Ein weiteres häufiges Argument der Befürworter von Bergbausubventionen war die wirtschaftliche Bedeutung des Steinkohlebergbaus für die Region: Die Bergwerke sicherten über Verträge und Aufträge (Material, Maschinen, Transporte, Reparaturen etc.) auch Arbeitsplätze bei Zulieferfirmen und waren in einer strukturschwachen Region ein großer Ausbilder und Arbeitgeber.
Gegner erwiderten hier, dass die Subventionen selbst das Entstehen neuer Wirtschaftszweige hemmten, da sie den natürlichen ökonomischen Prozess aufhielten. So führten die Subventionen in den Bergbau zu einer Quersubventionierung der Tochterfirmen der RAG/DSK, die hierdurch ihre Dienstleistungen günstiger anbieten könnten. Nichtsubventionierte (Klein-)Betriebe werden so benachteiligt. Bezüglich der Ausbildung im Bergbau stellte es sich für Kritiker so dar, dass der Staat bis zu zwei Ausbildungen finanzierte: Die Ausbildung im Bergbau und die anschließende Umschulung zur Aufnahme einer Tätigkeit in einem anderen Wirtschaftszweig.
Fakten und Zahlen zu diesem Thema enthielt eine vom Gesamtverband Steinkohle e. V. in Auftrag gegebene Prognos-Studie, die im Februar 2008 veröffentlicht wurde. Prognos stellte die regionalwirtschaftliche Bedeutung des Steinkohlenbergbaus im Ruhrgebiet dar und untersuchte die Auswirkungen verschiedener Szenarien z. B. auf den Arbeitsmarkt. Prognos schrieb im Fazit:

„Aus dem Beschaffungsvolumen der DSK von 2 Mrd. Euro im Ruhrbergbau, von dem 86 % auf NRW entfallen, ergeben sich erhebliche Wertschöpfungseffekte in Zulieferbetrieben der Steinkohle. Nach Modellrechnungen der Prognos AG … werden durch das Bestellvolumen der DSK die Arbeitsplätze von 24.300 Erwerbstätigen im Ruhrrevier und durch die Konsumausgaben der DSK-Beschäftigten von weiteren 2.260 Erwerbstätigen gesichert. Insgesamt werden damit 53.760 Arbeitsplätze direkt, indirekt oder induziert durch die Kohleförderung gesichert.“

„Es bietet sich an, die regionalökonomischen Auswirkungen des ‚Ausstiegs 2018‘ mit einem kontinuierlichen Monitoring zu beobachten. Stellt sich in den nächsten Jahren heraus, dass das Tempo einer erfolgreichen Bewältigung des Strukturwandels überschätzt wurde und nichtakzeptable arbeitsmarktliche und soziale Probleme auftreten, so sollte überlegt werden, die Geschwindigkeit zu drosseln, mit der der Bergbau zurückgefahren wird.“

Gesamtwirtschaftlich ist es zweifelhaft, ob die beträchtlichen Subventionen in die Steinkohle über viele Jahrzehnte einen adäquaten Nutzen für den Steuerzahler hatten. Auf der einen Seite stand die finanzielle Sicherung der Region (direkte und indirekte Steuereinnahmen der Kommunen, Konsumstützung, Beschäftigungssicherung) und auf der anderen Seite die Bindung von Geldern auf europäischer, Land- und Bundeslandebene, die anderen Zwecken, wie der Erschließung neuer überregionaler Wertschöpfungsprozesse, nicht zur Verfügung standen.
Um die Verhältnismäßigkeit zu verdeutlichen, kann die Höhe der Subventionen allein vom Bund der Anzahl der Beschäftigten gegenübergestellt werden: die etwa 45.600 (2003) Beschäftigen der Deutsche Steinkohle AG wurden mit 57.000 Euro pro Kopf und Jahr (2003) subventioniert; dieses Geld floss dann in die Region/Gesamtwirtschaft zurück.
Unabhängig vom Pro/Contra kann für diese Subvention festgestellt werden, dass hier eine starke Allianz aus Politik und Wirtschaft in Deutschland in der Lage war, dauerhaft hohe Subventionen zu sichern, die in der Folge neben dem eigentlichen Subventionsgegenstand auch starke Retentionskräfte in Politik und Wirtschaft und bei den Beschäftigten bildeten und bis heute erhalten (abhängige Vereinigungen, Institute, Medien). Der Grund hierfür ist u. a. die hohe Integration in die politische und wirtschaftliche Infrastruktur, der nur abstrakte Bezug des Wählers zu Positionen im Haushaltsbudget, die hohe Anzahl der Beschäftigten und der Mangel an kurzfristig offensichtlichen, alternativen Beschäftigungen.

### „Kohlepfennig“
1974 wurde zur Finanzierung des Steinkohleabbaus der Kohlepfennig eingeführt, den deutsche Verbraucher als Preisaufschlag auf die Strompreise zu entrichten hatten. Dies wurde 1994 für verfassungswidrig erklärt und 1996 aufgegeben.